# اقداش (کلات)
اقداش، روستایی در دهستان کبودگنبد بخش مرکزی شهرستان کلات استان خراسان رضوی ایران است.

## جمعیت
بر پایه سرشماری عمومی نفوس و مسکن در سال ۱۳۹۵ جمعیت این روستا ۵۲۵ نفر (در ۱۵۵ خانوار) بوده‌است.